# Tijan Njie
Tijan Karim Njie (* 18. Dezember 1991 in Herford) ist ein deutscher Schauspieler.

## Leben
Njie wuchs mit drei Geschwistern bei seiner alleinerziehenden, tunesischen Mutter auf. Zu seinem aus Gambia stammenden Vater hat er keinen Kontakt. Abitur machte er 2012 am Königin-Mathilde-Gymnasium Herford.
Von 2013 bis 2015 absolvierte Nije eine Schauspielausbildung an der Film Acting School Cologne. Im Jahr 2016 war er in Nebenrollen in den ZDF-Kriminalserien SOKO München und SOKO Köln zu sehen. Im Folgejahr übernahm er weitere Nebenrollen in der RTL-Serie Sankt Maik und in dem ARD-Fernsehfilm Billy Kuckuck – Margot muss bleiben! sowie eine Hauptrolle in dem Film Stifado. Von Juli 2018 bis Dezember 2021 spielte er in der RTL-Serie Alles was zählt die Rolle des Moritz „Mo“ Brunner. 2020 nahm er an der 13. Staffel von Let’s Dance teil und belegte, zusammen mit seiner Tanzpartnerin Kathrin Menzinger, den vierten Platz.
2021 übernahm Njie eine der Hauptrollen – den 1998 an Drogen verstorbenen Bühnenkünstler Rob Pilatus – im Milli-Vanilli-Biopic Girl You Know It’s True (2023), das von Simon Verhoeven geschrieben und inszeniert wurde.
Njie spricht neben Deutsch als Muttersprache Englisch und hat Grundkenntnisse in Französisch, Spanisch und Arabisch. Er beherrscht neben Beatboxen auch verschiedene Tanzstile. In verschiedenen Mannschaften des SC Herford spielte er zehn Jahre lang Fußball.

## Theaterproduktionen (Auswahl)
- 2014: 12 Angry Men
- 2015: Leonce und Lena
- 2015: Dantons Tod
- 2015: An einem Donnerstag
- 2015: Bonntown We Will Rock You

## Filmografie (Auswahl)
- 2016: SOKO München (Fernsehserie, eine Folge)
- 2016: SOKO Köln (Fernsehserie, eine Folge)
- 2017: Stifado
- 2017: Sankt Maik (Fernsehserie, eine Folge)
- 2018: Billy Kuckuck – Margot muss bleiben! (Fernsehfilm)
- 2018–2021: Alles was zählt (Fernsehserie)
- 2021: Der Lehrer (Fernsehserie)
- 2022: WaPo Duisburg (Fernsehserie, Folge Treibgut)
- 2022: In aller Freundschaft – Die jungen Ärzte (Fernsehserie, Folge Hoher Preis)
- 2023: Girl You Know It’s True